# Religioses de la Passió de Jesucrist
Les Monges Passionistes són religioses de vots solemnes, dedicades a la vida contemplativa i pertanyents a l'orde religiós fundat el 1771 per Pau de la Creu i Maria Crucificada Costantini com a branca femenina de la Congregació de la Passió de Jesucrist. Les monges fan servir les sigles C.P.

## Història
Des de la fundació de la Congregació de la Passió, Pau de la Creu (1694-1775) havia pensat de formar una comunitat femenina de religioses de clausura que, amb la pregària i la penitència, donés suport espiritual a l'apostolat actiu dels passionistes. Va redactar, per tant, les constitucions religioses per a les futures monges, que van ser aprovades per Climent XIV el 1770.

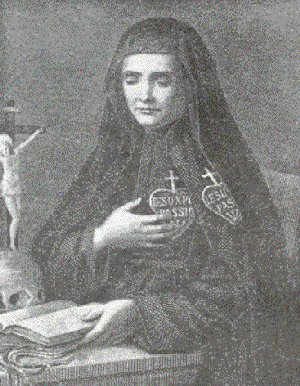
Maria Crocificada Costantini, fundadora de l'orde

Per a la formació del primer monestir, va comptar amb la col·laboració d'una filla espiritual seva, Maria Crucificada Costantini (1713-1787), monja benedictina de Corneto (l'actual Tarquínia). En aquesta ciutat s'erigí el primer convent, en un terreny donat per la família Costantini: el 3 de maig de 1771 la religiosa en prengué possessió amb deu postulants.
Aquest va ser l'únic monestir femení passioniste fins que, el 1872, s'obrí un de nou a Mamers (França). El tercer va ser el de Lucca, en 1905, en la fundació del qual intervingué Santa Gemma Galgani. Arran d'aquesta fundació i de la difusió del culte a Gemma Galgani, l'orde femení va créixer ràpidament. En 1910 se n'obrí la primera casa fora d'Europa, a Pittsburgh.

## Carisma i difusió
Les passionistes són religioses de clausura estricta, dedicadaes a la penitència i la pregària contemplativa. Comparteixen el carisma dels religiosos de la branca masculina de la congregació i fan servir un hàbit similar.
Al final de 2009, l'orde tenia 41 monestirs (12 d'ells a Itàlia) i 358 religioses.